# Basta (chanteur)
Pour les articles homonymes, voir Vakoulenko et Basta.
Basta (russe : Баста), de son nom civil Vassili Mikhaïlovitch Vakoulenko (russe : Василий Михайлович Вакуленко ; né le 20 avril 1980 à Rostov-sur-le-Don, en  URSS), est un rappeur russe et chanteur de pop. Il est également connu sous plusieurs autres noms comme Noggano et N1NT3ND0. Il est un ancien membre des groupes Uličnye zvuki (1996), Basta (1997–1998), Svobodnaja zona (1999–2001) et Bratia Stereo (2011–2018). 

## Biographie

### Jeunesse et débuts
À l'âge de 16-17 ans, il écoute beaucoup de musique différente et essaie de lire le rap lui-même. En 1997, il devient membre du groupe Psycholirik, qui se transforme en Kasta en 1999. Vakulenko se fait connaître sous le nom de Basta Khryu (à l'origine juste Khryu). Son premier morceau, Gorod, figure sur l'album Psiholirik du groupe Psycholirik. Depuis, Basta participe activement au mouvement rap de Rostov-sur-le-Don, tout en évoluant dans sa propre direction, plus lyrique et mélodique. À l'âge de 18 ans, il écrit le morceau Moja igra et l'interprète lors d'un événement de grande envergure au Palais des sports de Rostov ; Basta notera plus tard que c'est après cette performance qu'il s'est senti « célèbre ».
Basta disparaît ensuite des grandes scènes pendant plusieurs années. En 2002, Yuri Volos, l'un de ses amis, suggère à Basta de créer un studio et d'écrire de la musique chez lui. Vakulenko restaure de vieux morceaux, écrit de nouvelles paroles et de nouvelles mélodies. Basta et Volos partent pour Moscou et tentent de collaborer avec un label. L'un des albums démo tombe entre les mains de Bogdan Titomir, qui amène Basta et ses camarades au label Gazgolder.

### Carrière

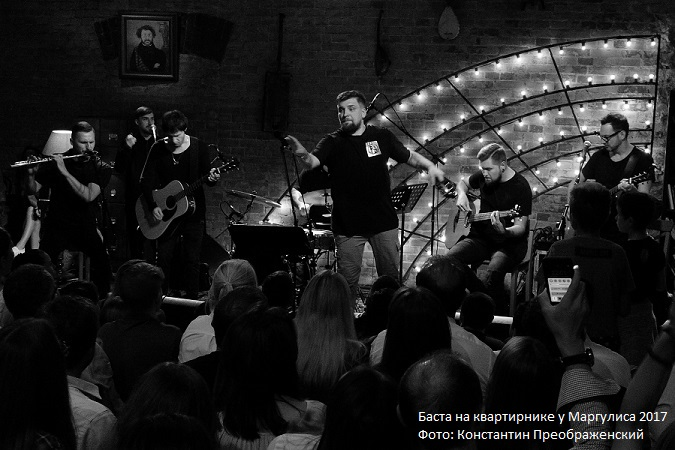
Basta au concert en 2017.

En janvier 2011, l'album GlaZ est publié par le projet parallèle homonyme, dont les membres n'indiquent pas leur nom sur la pochette : il se compose néanmoins de Basta, Kupe et 5 Plushe. Cependant, aucun autre détail ou information spécifique sur le projet n'a suivi.
Fin 2013, Basta est inclus dans la liste des 15 artistes russes de l'année selon le magazine russe Time Out, et l'album Basta 4 se classe troisième parmi les albums les plus vendus selon les résultats de la branche russe d'iTunes, devenant individuellement l'œuvre hip-hop la plus réussie.
Il fait partie[Quand ?] des jurés lors des quatrième et septième saison de Golos (la version russe de The Voice) et lors de la cinquième saison de Golos Deti (la version russe de The Voice Kids)
En 2018, avec les rappeurs Oxxxymiron et Noize MC, il soutient Husky contre les pressions des autorités. En octobre 2019, il devient propriétaire du FC SKA Rostov-on-Don et participe à la restauration du club avec la société Rostec,,
Le 20 novembre 2020 sort l'album Basta 40, qui comprend 23 titres. L'album comprend des titres en collaboration avec Scriptonite, T-Fest, Noize MC, ATL, Erika Lundmoen et Anikv. « Quarante ans, c'est une ligne, la moitié d'une vie si c'est bien fait. Il fallait regarder en arrière, se regarder soi-même et parler de quelque chose de sérieux », explique Basta à Apple Music à propos de l'album Basta 40, qu'il sort l'année de son anniversaire. « Pour moi, cet album est une histoire sur moi-même pendant les 40 années de ma vie », poursuit Basta. « C'est un dialogue avec mon moi de 18 ans. Que voulais-je être à 18 ans ? Qu'est-ce que je suis devenu ? Quels sont les moments que j'aimerais réparer dans ma vie ? ».
Le 17 février 2021, Basta sort le titre Kriogen avec le rappeur Rickey F. Le 28 mars 2023, Basta donne un mini-concert surprise à la station de métro moscovite Kurskaya sur le site du projet Muzyka v metro,. En 2024, Basta fonde le groupe de rapcore Rabochiy Gorodok, qui sort l'album Lombard composé de 15 titres. le 12 avril de la même année.

## Discographie

### Albums
- 2006 : Баста 1 (Basta 1)
- 2007 : Баста 2 (Basta 2)
- 2008 : Ноггано. Первый (Noggano)
- 2009 : Ноггано. Второй (Теплый) (Noggano. Le second [Warm])
- 2010 : Баста 3 (Basta 3)
- 2010 : Баста/Guf (Basta/Guf)
- 2011 : N1nt3nd0
- 2011 : ГлаЗ (GlaZ)
- 2013 : Баста 4 (Basta 4)
- 2014 : ТВА
- 2015 : Баста/Смоки Мо (Basta/Smoky Mo)
- 2016 : Баста 5 (Basta 5)
- 2016 : Лакшери (Lakšeri)

### Singles
- 1997 : Город (Gorod)
- 2006 : Мама (Mama)
- 2006 : Так плачет весна (Tak plachet vesna)
- 2006 : Раз и навсегда (Raz i navsegda)
- 2006 : Сам по себе (Sam po sebe)
- 2006 : Девочка-суицид (Devochka-suitsid)
- 2006 : Ты та, что (Ty ta, chto)
- 2006 : Осень (Osen)
- 2006 : Мои мечты (Moi mechty)
- 2006 : Моя игра (Moya Igra)
- 2007 : Мне нужен бит (Mne nuzhen bit)
- 2007 : Чувства (Chuvstva)
- 2007 : Война (Voyna / War)
- 2007 : Город дорог (Gorod dorog, feat. Guf)
- 2007 : Всем берегам (Vsem beregam, feat. Centr)
- 2008 : Наше лето (Nashe leto, feat. MakSim)
- 2009 : Не всё потеряно (Ne vsyo poteryano, feat. Guf)
- 2009 : Ростов (Rostov)
- 2010 : Нет такой, как ты (Net takoy kak ty)
- 2010 : Обернись (Obernis, feat. Gorod 312)
- 2010 : Солнца не видно (Solntsa ne vidno, feat. BoomBox)
- 2010 : Любовь без памяти (Lyubov' bez pamyati)
- 2010 : Hands Up
- 2010 : Урбан (Urban)
- 2010 : Деньги (Den'gi
- 2010 : Олимпиада 80 (Olimpiada 80)
- 2010 : Кинолента (Kinolenta)
- 2010 : Россия (Rossiya)
- 2010 : Свобода (Svoboda)
- 2010 : Театр (Teatr)
- 2010 : Ходим по краю (Hodim po krayu, feat. Guf)
- 2010 : Отпускаю (Otpuskayu)
- 2010 : Темная ночь (Tyomnaya Noch)
- 2012 : Моя вселенная п.у. Тати (Moya vselennaya, feat. Tati)
- 2013 : Intro Basta 4
- 2013 : ЧК (Чистый кайф) (Chisty kayf)
- 2014 : Супергерой (Supergeroy)
- 2014 : Моё кино (Moyo kino)
- 2014 : Приглашение в Золотой Театр 2014 (Invitation to the Green Theater 2014, feat, Smoky Mo and Tati)
- 2014 : Евпатория (Yevpatoria)
- 2014 : Каменные цветы (Kamenniye tsvety, feat. Elena Vaenga and Smoky Mo)
- 2014 : Старая школа (Staraya shkola, feat. Smoky Mo)
- 2015 : Хочу к тебе (Hochu k tebe, feat. Tati)
- 2015 : Скрипка Страдивари (Skripka Stradivari)
- 2015 : Нас не нужно жалеть (Nas ne nuzhno zhalet)
- 2015 : Финальный матч (Finalny Match, feat. Smoky Mo. Official Match TV anthem)
- 2015 : Там, где нас нет (Tam, gde nas net)
- 2016 : Я смотрю на небо (Ya smotryu na nebo)
- 2016 : Слон (Slon, feat. Aglaya Shilovskaya)
- 2016 : Голос (Golos, feat. Polina Gagarina)
- 2016 : I Just Live My Life (feat. Cvpellv)
- 2016 : Выпускной. Медлячок (Vypusknoy. Medlyachok)
- 2016 : Приглашение на фестиваль Gazgolder Live (Invitation to the Gazgolder Live festival, feat. Dasha Charusha)
- 2016 : Родная (Rodnaya)
- 2016 : Ангел веры (Angel very, feat. Polina Gagarina)
- 2017 : Мастер и Маргарита (Master i Margarita, feat. Yuna)
- 2017 : Сансара (Sansara, feat. Diana Arbenina, Alexander F. Sklyar, Scriptonite, 25/17, Sergey Bobunets et SunSay)
- 2017 : Папа What's Up
- 2020 : Неболей (feat. Zivert)